# Барака
Барака (на италиански: baracca, хижа) е временно, евтино жилище, обикновено изработено от дърво и на един етаж. Под бараки най-напред са се разбирали казарми на кавалерията, но след това и други видове казарми. През XIX век бараките стават популярни като временни болници по време на война. През XX век лагерите за военнопленници се състоят предимно от тях, а по-късно те стават съставна част и на концлагерите.
По време на средновековието бараките са жилищата на селскостопанските работници и се намират в аграрни райони, далече от градовете. През XVIII век прерастват в жилища за миньорите. Малко по-късно, в някои страни, например Австралия, те са служили за ваканционни къщи или за къщи, ползвани само по празниците. В Южна Африка напоследък стават все по-често срещана форма на обитавано жилище и се разполагат обикновено в околностите на градовете. В САЩ и Канада най-вече това е основния тип стролителство, разбира се подходящо декорирано; поради високата опасност от пожари в тези страни противопожарните служби са от особена важност и пожарникарската професия е с добър обществен престиж.
В основни линии бараките са се използвали са складиране на оборудване и инструменти. Възможно е около един милиард души на Земята днес да живеят в бараки.. Основният им недостатък е заплахата и опасността от пожари.